# 광양제철남초등학교
광양제철남초등학교(光陽製鐵南初等學校)는 대한민국 전라남도 광양시 금호동에 있는 사립 초등학교이다.

## 학교 연혁
- 1988년 9월 21일: 광양제철남국민학교 개교 추진반 구성
- 1989년 1월 26일: 광양제철남국민학교 설립 인가
- 1989년 2월 1일: 초대 이강희 교장 취임
- 1989년 3월 8일: 개교 및 입학식(11학급 312명)
- 1990년 2월 16일: 제 1회 졸업식
- 1991년 3월 1일: 제 2대 조경호 교장 취임
- 1993년 3월 1일: 교실 27실 증축
- 1993년 9월 9일: 아름다운학교 대상 수상
- 1996년 3월 1일: '광양제철남초등학교'로 교명 변경
- 1999년 3월 8일: 개교 10년사 발간
- 2001년 3월 1일: 제 3대 이보열 교장 취임
- 2003년 2월 26일: 제 4대 박보영 교장 취임
- 2005년 12월 16일: 한국과학영재올림피아드 대상 수상
- 2007년 7월 13일: IT꿈나무올림피아드 명예의 전당 헌액
- 2007년 12월 1일: 냉난방시설교체 시작
- 2008년 1월 31일: 냉난방시설교체 완료
- 2008년 3월 1일: 제 5대 신기완 교장 취임
- 2009년 11월 29일: 동원컵 초등학교 축구대회 왕중왕전 준우승
- 2010년 3월 1일: 제10회 칩십리춘계전국유소년축구연맹전 준우승
- 2010년 9월 1일: 제 6대 김영종 교장 취임
- 2010년 9월 1일: 전국 어린이 통계활용대회 2년 연속 최우수 단체상
- 2010년 10월 9일: 제7회 전국 실용 글짓기 대회 최우수 단체상
- 2011년 6월 5일: 제1회 창의적인 녹색성장 발명전 대상, 특상
- 2011년 6월 7일: 제57회 전라남도 과학전람회 단체상
- 2011년 8월 18일: 전국 어린이 통계활용대회 3년 연속 최우수 단체상
- 2011년 10월 19일: 중국 난징 쯔위엔 외국어소학교와 상호 교류
- 2011년 12월 16일: 2011년도 교육과정 우수학교
- 2011년 12월 19일: 독서토론 수업 우수학교
- 2011년 12월 23일: 도서관 자원봉사 우수 기관 표창
- 2012년 9월 1일: 제7대 오성균 교장 부임
- 2012년 10월 19일: 중국 난징 쯔위엔 외국어소학교와 상호 교류
- 2013년 8월 13일: 2013 화랑대기 전국초등학교 유소년 축구대회 우승
- 2014년 2월 17일: 제 25회 졸업식(졸업생계 5,891명)
- 2014년 3월 3일: 입학식 및 시업식(16학급)

## 참고 문헌
- 광양제철남초등학교 - 한국교육학술정보원 학교알리미

## 같이 보기
- 광양제철남초등학교 축구단
- 광양제철고등학교
- 광양제철중학교